# Jörg Langer

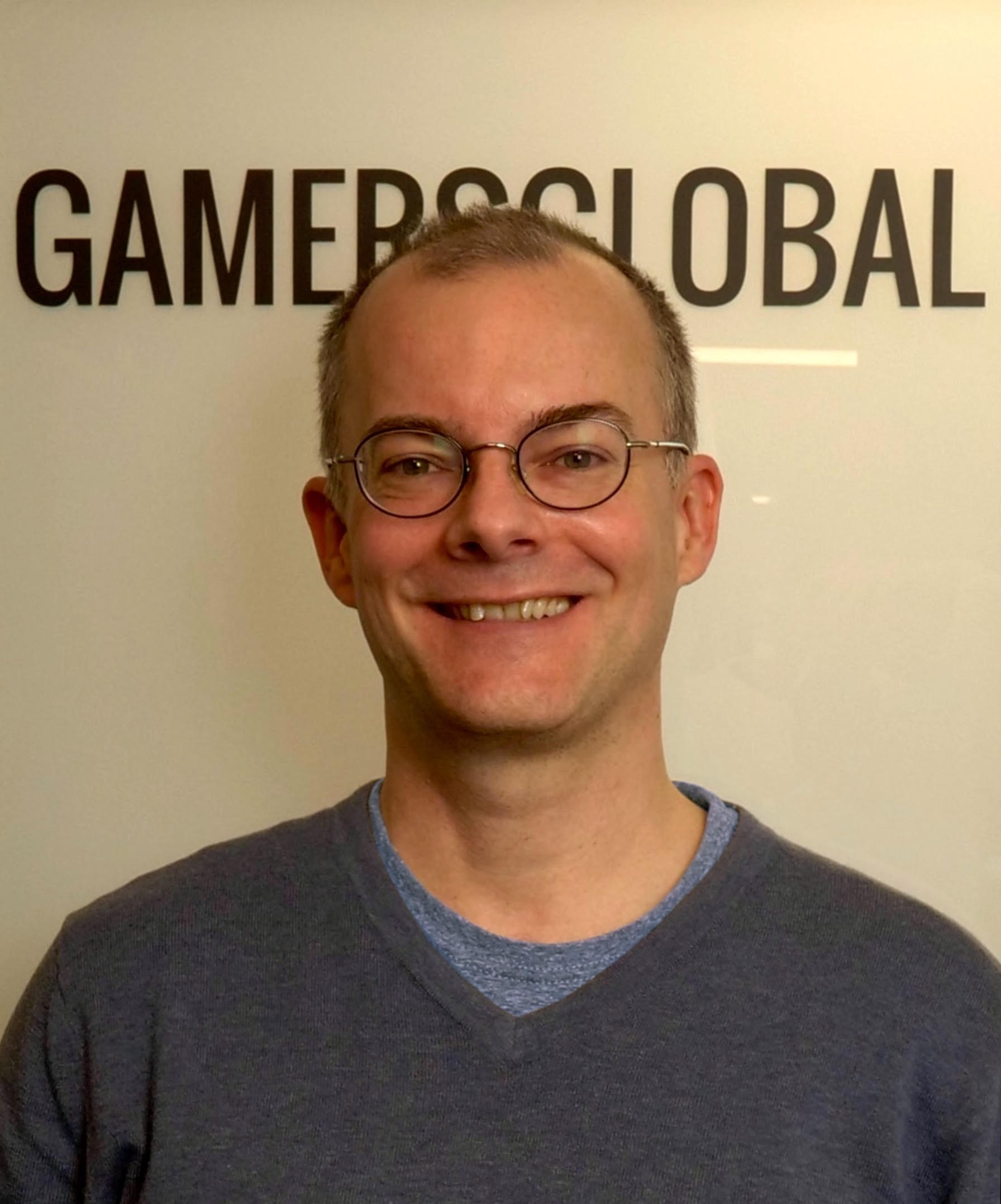
Jörg Langer

Jörg Langer (* 3. Mai 1972) ist ein deutscher Computerspielejournalist, Gründer und langjähriger Chefredakteur der Computerspielezeitschrift  GameStar und betreibt heute das Internet-Spielemagazin GamersGlobal sowie die deutschsprachige Ausgabe von Retro Gamer.

## Biografie
Langer begann früh, sich mit Computern und Computerspielen zu befassen, und sammelte Erfahrungen mit Amiga, C64 und den ersten MS-DOS-PCs. Nach dem Abitur 1992 begann er ein Studium der Computerlinguistik an der Universität Stuttgart. Anfang 1994 wurde er zusammen mit Florian Stangl von den Chefredakteuren Heinrich Lenhardt und Boris Schneider als Nachwuchsredakteur für die Zeitschrift PC Player engagiert. Zugunsten seiner Karriere als Journalist brach Langer sein Studium ab und erhielt eine Festanstellung in der Redaktion in Poing bei München.
In der Folgezeit stieg er zum stellvertretenden Chefredakteur auf. Anfang Mai 1997 begann er mit Charles Glimm und Toni Schwaiger, das Konzept für ein eigenes Magazin namens GameStar für den IDG-Verlag zu entwickeln. Die erste reguläre Ausgabe erschien Anfang September 1997, und die GameStar entwickelte sich schnell zu einer Branchengröße. Für die nächsten sieben Jahre war Langer Chefredakteur, verließ die Redaktion jedoch mit der Relaunchausgabe 10/2004.
2005 wurde Langer zum Freiberufler. 2009 ging das von seiner Gesellschaft Publishing Office Langer gegründete, rein digital erscheinende Spielemagazin GamersGlobal.de an den Start. Es wurde im Frühjahr des Jahres 2007 erdacht und ist seit 2009 voll lauffähig.
Langer macht zusammen mit Heinrich Lenhardt, sowie zuvor auch mit Boris Schneider-Johne, Anatol Locker und Winnie Forster, den regelmäßig erscheinenden Spieleveteranen-Podcast, in dem es um Themen aus der Welt der Computer- und Videospielbranche geht. Es wird auch immer wieder gerne tief in die Geschichte der Computerspiele eingetaucht, wobei dann auch häufig in alten Spielezeitschriften geblättert wird.